# Politisierung

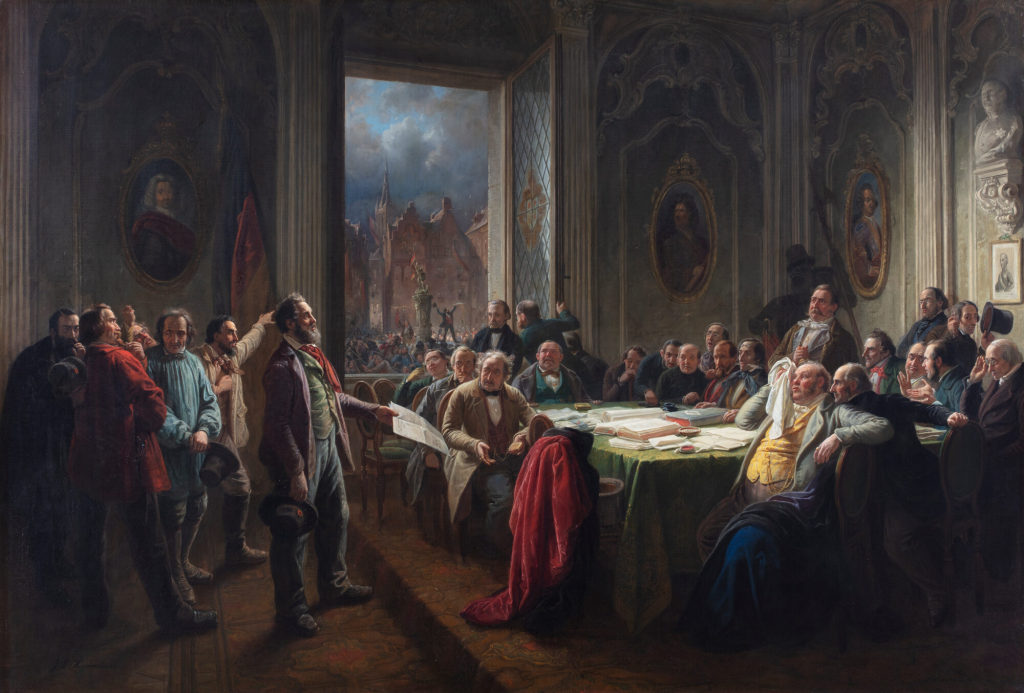
Johann Peter Hasenclever: Arbeiter vor dem Magistrat, 1848–1850, Ereignisbild zur Politisierung in der Zeit der Deutschen Revolution 1848/1849

Politisierung ist ein Begriff der Politikwissenschaft. Er bezeichnet ein zunehmendes oder entstandenes Interesse an Politik, darüber hinaus sowohl Sprechakte, die etwas vormals Unpolitischem die Eigenschaft „politisch“ zuschreiben, etwa einem Prozess, einer Institution, einer Handlung, einer Gruppe, einer Denkweise oder einem Datensatz, als auch die durch diese Sprechakte hervorgerufene Akzeptanz. Der Begriff geht auf das Wort „politisieren“ zurück, dessen intransitiver Gebrauch so viel wie „über Politik sprechen“ oder „sich politisch betätigen“ bedeutet.
Ein Gegenbegriff ist Entpolitisierung.

## Geschichte
Nach Martin Rhonheimer war der deutsche Soziologe und Nationalökonom Max Weber offenbar der erste, der den Begriff Politisierung in einer wissenschaftlichen Arbeit im Sinne von „etwas politisch machen“ benutzte.
Politisierung nimmt je nach Struktur der Öffentlichkeit verschiedene Formen an. Eine besondere Rolle spielen dabei die zur Verfügung stehenden Kommunikationsmittel, die Bildung, die Sozialisation, die Autonomie und Freiheit der Akteure.
Nach historischer Analyse von Samuel P. Huntington sind politische Prozesse in vormodernen Gesellschaften durch deren spezifische Bedingungen (Mangel an Autonomie, Komplexität, Zusammenhalt und Anpassungsfähigkeit) gekennzeichnet, so dass es zu einer generellen Politisierung („general politization“) kommt: Armee, Klerus, Universitäten, Bürokratie, Gewerkschaften und Verbände beschäftigen sich nicht nur mit Gruppeninteressen, sondern vertreten vor allem gesamtgesellschaftliche politische Ziele. Träger des politischen Prozesses sind nicht wie in einer modernen repräsentativen Demokratie Parlament, Parteien und Verbände, sondern alle gesellschaftlichen Gruppen unmittelbar. Dafür wurde der Begriff Prätorianismus geprägt. Organisieren sich Politisierung und politische Interessenvertretung einer Gruppe entlang von Identitäten, wird von Identitätspolitik gesprochen, im Falle von Verwandtschaftsbeziehungen, Ethnizität und Stammesbewusstsein auch von Tribalismus. Sonderformen wie etwa die Akephalie untersucht die Politikethnologie.
Nach Christian Graf von Krockow haben sich bei der Entwicklung des modernen Sozialstaats die Sphären von Staat und Gesellschaft intensiv miteinander verwoben. Schritte auf diesem Weg waren die Entstehung der Idee der Volkssouveränität, der Konstitutionalismus und Parlamentarismus sowie die Entwicklung des Wahlrechts in entstehenden Demokratien. Diese Schritte vollzogen sich weitgehend parallel zur Entwicklung von Massenmedien. Dadurch, dass die technischen, gesellschaftlichen und ökonomischen Entwicklungen immer mehr Forderungen nach Ausgleich, Steuerung und Kontrolle ermöglichten, habe sich seit Beginn der Neuzeit auch der Bereich des Politischen immer mehr ausgeweitet. Gesellschaftliche Zustände seien keine Naturnotwendigkeiten mehr, sondern durch Inhalte der Politik zu verändern. Diesen Prozess und sein Ergebnis bezeichnete Krockow in Anlehnung an den Begriff „Fundamentaldemokratisierung“ von Karl Mannheim als „Fundamentalpolitisierung“.